# Pycnophyes dentatus
Pycnophyes dentatus är en djurart som tillhör fylumet pansarmaskar, och som först beskrevs av Johannes Theodor Reinhardt 1881.  Pycnophyes dentatus ingår i släktet Pycnophyes och familjen Pycnophyidae. Arten är reproducerande i Sverige. Inga underarter finns listade i Catalogue of Life.